# Loma de Ucieza
Loma de Ucieza és un municipi de la província de Palència a la comunitat autònoma de Castella i Lleó (Espanya).

## Pedanies
- Bahillo
- Gozón de Ucieza
- Itero Seco
- Villota del Duque

## Demografia
| 1991 | 1996 | 2001 | 2004 |
| 380  | 364  | 308  | 298  |